# Cairo Santos
(en) Statistiques sur pro-football-reference
Cairo Fernandes Santos (Limeira, 12 novembre 1991) est un joueur brésilien de football américain qui joue comme kicker pour les Bears de Chicago dans la National Football League.

## Jeunesse
En 2007, Cairo est allé étudier pour une année aux États-Unis le high school à St. Augustine, Floride, avec l'intention de jouer au football. Après quelques mois, il a été invité par ses copains à jouer au football américain. Cairo avait un coup de pied fort et il a été invité à jouer dans l'équipe principale de son école comme kicker.

## Université
Cairo Santos a reçu une bourse d'études dans l'Université de Tulane, à La Nouvelle-Orléans, pour jouer au football américain. En 2012, il a réussi un field goal de 57 yards, un record pour l'université. Il a gagné aussi le prix de meilleur kicker de la saison.

## Carrière Professionnelle

### Saison de 2014
Cairo a signé le contrat avec les Chiefs en mai 2014 et en aout il a gagné la position de titulaire de l'équipe. À ce moment, il a été le premier brésilien à jouer dans une équipe professionnelle chez NFL. En 7 septembre 2014, dans son premier match, il a fait son premier but.
Cairo a été le jouer avec plus de points dans son équipe (113).

### Saison de 2015
Cairo continue dans l'équipe de Chiefs pour sa deuxième saison. Dans la semaine 4, il a fait sept buts (record des Chiefs), dont deux avec plus de 50 yards. Ca a été la deuxième marque de l'histoire de NFL.
Cairo a été le leader en points de son équipe (129) et le sixième de la NFL.

## Statistiques
| Année  | Équipe     | MJ     |        | Field goals | Field goals | Field goals | Field goals |         | Extra Points | Extra Points | Extra Points |
| Année  | Équipe     | MJ     | Tentés | Réussis     | %           | Long        | Tentés      | Réussis | %            |              |              |
| 2014   | Chiefs     | 16     | 30     | 25          | 83,3        | 53          | 38          | 38      | 100          |              |              |
| 2015   | Chiefs     | 16     | 37     | 30          | 81,1        | 53          | 41          | 39      | 95,1         |              |              |
| 2016   | Chiefs     | 16     | 35     | 31          | 88,6        | 53          | 39          | 36      | 92,3         |              |              |
| 2017   | Chiefs     | 3      | 3      | 3           | 100,0       | 39          | 12          | 12      | 100,0        |              |              |
| 2017   | Bears      | 2      | 2      | 1           | 50          | 38          | 2           | 2       | 100,0        |              |              |
| 2018   | Rams       | 2      | 6      | 5           | 83,3        | 39          | 6           | 5       | 83,3         |              |              |
| 2018   | Buccaneers | 7      | 12     | 9           | 75          | 45          | 17          | 17      | 100,0        |              |              |
| 2019   | Titans     | 5      | 9      | 4           | 44,4        | 53          | 12          | 12      | 100,0        |              |              |
| 2020   | Bears      | 16     | 32     | 30          | 93,8        | 55          | 37          | 36      | 97,3         |              |              |
| 2021   | Bears      | 17     | 30     | 26          | 86,7        | 47          | 28          | 27      | 96,4         |              |              |
| Totaux | Totaux     | Totaux | 196    | 164         | 83,7        | 55          | 232         | 224     | 96,6         |              |              |

### Statistiques en phase éliminatoire de la NFL
| Année  | Équipe | MJ     |        | Field goals | Field goals | Field goals | Field goals |         | Extra Points | Extra Points | Extra Points |
| Année  | Équipe | MJ     | Tentés | Réussis     | %           | Long        | Tentés      | Réussis | %            |              |              |
| 2015   | Chiefs | 2      | 5      | 5           | 100,0       | 49          | 5           | 5       | 100,0        |              |              |
| 2016   | Chiefs | 1      | 1      | 1           | 100,0       | 48          | 1           | 1       | 100,0        |              |              |
| 2020   | Bears  | 1      | 1      | 1           | 100,0       | 36          | 0           | 0       | —            |              |              |
| Totaux | Totaux | Totaux | 7      | 7           | 100,0       | 49          | 6           | 6       | 100,0        |              |              |